# Квазіпраліси Шевченківського лісництва
Квазіпраліси Шевченківського лісництва — пралісова пам'ятка природи місцевого значення. Об'єкт розташований на території Долинського району Івано-Франківської області, ДП «Вигодське лісове господарство», Шевченківське лісництво, квартал 21, виділи 18, 19; квартал 24, виділи 6, 7, 14, 22, 24; квартал 26, виділи 4, 5, 48.
Площа — 163,1 га, статус отриманий у 2020 році.